# Comps-la-Grand-Ville
 (août 2019).
Si vous disposez d'ouvrages ou d'articles de référence ou si vous connaissez des sites web de qualité traitant du thème abordé ici, merci de compléter l'article en donnant les références utiles à sa vérifiabilité et en les liant à la section « Notes et références ».
Pour les articles homonymes, voir Comps.
Comps-la-Grand-Ville est une commune française, située dans le département de l'Aveyron en région Occitanie.

## Géographie

### Localisation
Comps-la-Grand-Ville est un village français situé dans le centre du département de l'Aveyron et de la région Occitanie. Ses habitants sont appelés les Grandvillois et les Grandvilloises. La commune s'étend sur 21,95 km2 et compte 624 habitants en 2016. Avec une densité de 28 habitants par km², Comps-la-Grand-Ville a connu une hausse régulière de sa population.
Entouré par les communes de Sainte-Juliette-sur-Viaur, Calmont, Flavin et Salmiech, Comps-la-Grand-Ville est situé à 13 km au sud-ouest de Rodez, la plus grande ville du département et préfecture de l’Aveyron.
Sur la bordure est du Ségala, la commune est proche du Lévézou et du parc naturel régional des Grands Causses, à environ  15 km du lac de Pareloup, 5e plus grande retenue d'eau artificielle de France et la plus grande du sud de la France. Lieux à vocation agricoles notamment d'élevage bovins comme tout l'Aveyron et dans une certaine mesure touristique.
Fortement exposée aux vents de la région, la commune entrevoit l'implantation d'éoliennes au nord du village. Or, bien que favorable à une transition écologique, le projet connait de nombreuses complications: la mairie, pourtant initiatrice de la démarche, s'y est opposé quelque temps après signature avec le promoteur éolien. L'affaire est actuellement entre les mains de la justice.

### Communes limitrophes
Les communes limitrophes sont  Calmont, Cassagnes-Bégonhès, Flavin, Sainte-Juliette-sur-Viaur, Salmiech et Trémouilles.

### Hydrographie
Le Viaur, le ruisseau de Cantarane, le ruisseau des Agoutes... sont les principaux cours d'eau parcourant la commune.

### Climat
Pour des articles plus généraux, voir Climat de l'Occitanie et Climat de l'Aveyron.
En 2010, le climat de la commune est de type climat océanique altéré, selon une étude s'appuyant sur une série de données couvrant la période 1971-2000. En 2020, Météo-France publie une typologie des climats de la France métropolitaine dans laquelle la commune est dans une zone de transition entre le climat océanique altéré et le climat de montagne et est dans la région climatique Sud-est du Massif Central, caractérisée par une pluviométrie annuelle de 1 000 à 1 500 mm, minimale en été, maximale en automne.
Pour la période 1971-2000, la température annuelle moyenne est de 10,2 °C, avec une amplitude thermique annuelle de 15,4 °C. Le cumul annuel moyen de précipitations est de 1 034 mm, avec 11,3 jours de précipitations en janvier et 6,7 jours en juillet. Pour la période 1991-2020, la température moyenne annuelle observée sur la station météorologique la plus proche, située sur la commune de Flavin à 7 km à vol d'oiseau, est de 11,0 °C et le cumul annuel moyen de précipitations est de 902,2 mm,. Pour l'avenir, les paramètres climatiques de la commune estimés pour 2050 selon différents scénarios d'émission de gaz à effet de serre sont consultables sur un site dédié publié par Météo-France en novembre 2022.

## Urbanisme

### Typologie
Au 1er janvier 2024, Comps-la-Grand-Ville est catégorisée commune rurale à habitat dispersé, selon la nouvelle grille communale de densité à 7 niveaux définie par l'Insee en 2022.
Elle est située hors unité urbaine. Par ailleurs la commune fait partie de l'aire d'attraction de Rodez, dont elle est une commune de la couronne,. Cette aire, qui regroupe 68 communes, est catégorisée dans les aires de 50 000 à moins de 200 000 habitants,.

## Toponymie
Deux hypothèses peuvent expliquer le nom de Comps-la-Grand-Ville : le mot Comps viendrait du latin « Campus » signifiant « champ », ou bien du mot « Cumba » qui signifie « combe ». Le mot Ville vient du latin « Villa » qui signifie « domaine agricole » à l'époque gallo-romaine.

## Histoire
Comps-la-Grand-Ville est un village situé en centre Aveyron à 720 m d'altitude. Le village est le centre de la commune dans laquelle se trouve l'abbaye cistercienne de Bonnecombe, fondée en 1167 sur les bords du Viaur. La commune de Comps-la-Grand-Ville a son histoire étroitement liée à celle de l'abbaye de Bonnecombe. Avant le XIIe siècle, l'histoire du village est inconnue, à part l'existence de l'église mise sous la juridiction de Bonnecombe à sa création. Avant d'être acheté par l'abbaye, le village a appartenu à une famille de Comps.
En 1441, les habitants sont autorisés à se fortifier.
Au XVIe siècle, l'abbé Alexandre de Carreto installe à Comps sa famille dans le château qu'il fait construire. La famille conserve le château jusqu'au XVIIe siècle avant de le vendre à des riches bourgeois, les Greffeuilhe. Le petit château de Comps appartient ensuite au notaire Mignonac, également maire du village à l'époque. Il sert ensuite de couvent puis d'école, avant de devenir aujourd'hui Le Clos d'Albray, maison d'hôtes.
L'église paroissiale de Comps, construite vers la fin de l'époque romane, classée monument historique depuis 1938, est dotée d'un retable de style baroque confectionné en 1660 pour l'Abbaye Notre-Dame de Bonnecombe. En 1792, durant la Révolution française, le maire du village décide de faire transporter le retable et le tabernacle dans l'église de la commune, afin de les sauver du pillage. Un peu plus loin, en pleine nature, se dresse l'église baroque de Saint Sauveur, datant du XVe siècle et possédant un retable et une chaire à prêcher en bois sculpté datant du XVIIIe siècle.

## Politique et administration
| Période                                  | Période  | Identité          | Étiquette | Qualité                                            |
| ---------------------------------------- | -------- | ----------------- | --------- | -------------------------------------------------- |
| 1865                                     | 1888     | Maurice Mignonac  | SE        | Conseiller général                                 |
| 1881                                     | 1888     | Joseph Mignonac   | SE        |                                                    |
| 1888                                     | 1896     | Joseph Fabre      | SE        |                                                    |
| 1896                                     | 1930     | Jules Larcher     | SE        | Conseiller général                                 |
| 1930                                     | 1945     | Eugène Andrieu    | SE        |                                                    |
| 1945                                     | 1947     | Fernand Fraysse   | SE        |                                                    |
| 1947                                     | 1964     | Jules Guitard     | SE        |                                                    |
| 1964                                     | 1971     | Roger Corp        | SE        |                                                    |
| 1971                                     | 1985     | Emilien Tongas    | PS        |                                                    |
| 1985                                     | 2001     | René Delgay       | SE        |                                                    |
| 2001                                     | 2008     | Jean Paul Molinié | UMP       |                                                    |
| 2008                                     | 2019     | Stéphan Cambon    | UDI (AC)  | Cadre Vice-président de la communauté des communes |
| juin 2019                                | En cours | Nicolas Massol,   |           | Agriculteur sur petite exploitation                |
| Les données manquantes sont à compléter. |          |                   |           |                                                    |

## Population et société

### Démographie

#### Évolution démographique
L'évolution du nombre d'habitants est connue à travers les recensements de la population effectués dans la commune depuis 1793. Pour les communes de moins de 10 000 habitants, une enquête de recensement portant sur toute la population est réalisée tous les cinq ans, les populations de référence des années intermédiaires étant quant à elles estimées par interpolation ou extrapolation. Pour la commune, le premier recensement exhaustif entrant dans le cadre du nouveau dispositif a été réalisé en 2004.

En 2022, la commune comptait 637 habitants, en évolution de +2,08 % par rapport à 2016 (Aveyron : +0,37 %, France hors Mayotte : +2,11 %).
| 1793 | 1800 | 1831 | 1836  | 1841  | 1846  | 1851  | 1856 | 1861 |
| ---- | ---- | ---- | ----- | ----- | ----- | ----- | ---- | ---- |
| 538  | 386  | 340  | 1 031 | 1 026 | 1 051 | 1 031 | 948  | 901  |

| 1866 | 1872 | 1876 | 1881 | 1886 | 1891 | 1896 | 1901 | 1906 |
| ---- | ---- | ---- | ---- | ---- | ---- | ---- | ---- | ---- |
| 900  | 906  | 912  | 963  | 967  | 990  | 984  | 943  | 968  |

| 1911 | 1921 | 1926 | 1931 | 1936 | 1946 | 1954 | 1962 | 1968 |
| ---- | ---- | ---- | ---- | ---- | ---- | ---- | ---- | ---- |
| 931  | 830  | 792  | 772  | 786  | 732  | 737  | 679  | 581  |

| 1975 | 1982 | 1990 | 1999 | 2004 | 2006 | 2009 | 2014 | 2019 |
| ---- | ---- | ---- | ---- | ---- | ---- | ---- | ---- | ---- |
| 576  | 542  | 516  | 426  | 471  | 485  | 526  | 589  | 625  |

| 2022 | - | - | - | - | - | - | - | - |
| ---- | - | - | - | - | - | - | - | - |
| 637  | - | - | - | - | - | - | - | - |

#### Pyramide des âges
La population de la commune est relativement jeune.
En 2018, le taux de personnes d'un âge inférieur à 30 ans s'élève à 34,4 %, soit au-dessus de la moyenne départementale (28,8 %). À l'inverse, le taux de personnes d'âge supérieur à 60 ans est de 23,2 % la même année, alors qu'il est de 34,3 % au niveau départemental.
En 2018, la commune comptait 327 hommes pour 298 femmes, soit un taux de 52,32 % d'hommes, largement supérieur au taux départemental (49,33 %).
Les pyramides des âges de la commune et du département s'établissent comme suit.
| Hommes | Classe d’âge | Femmes |
| ------ | ------------ | ------ |
| 0,6    | 90 ou +      | 0,0    |
| 8,8    | 75-89 ans    | 7,9    |
| 13,4   | 60-74 ans    | 15,7   |
| 21,0   | 45-59 ans    | 18,1   |
| 22,0   | 30-44 ans    | 23,4   |
| 11,3   | 15-29 ans    | 13,1   |
| 22,9   | 0-14 ans     | 21,8   |

| Hommes | Classe d’âge | Femmes |
| ------ | ------------ | ------ |
| 1,3    | 90 ou +      | 3      |
| 10,3   | 75-89 ans    | 13,5   |
| 21,3   | 60-74 ans    | 21,3   |
| 20,8   | 45-59 ans    | 20,1   |
| 16,4   | 30-44 ans    | 15,7   |
| 14,8   | 15-29 ans    | 12,2   |
| 15,3   | 0-14 ans     | 14,3   |

### Manifestations culturelles et festivités
Le village est doté de plusieurs associations organisant régulièrement tout au long de l'année des activités culturelles et sportives. La fête du village se déroule le 15 août et donne lieu à différentes festivités telles que bandas, jeux anciens, bal, repas, concours de pétanque, défilé de vélo fleuris par les enfants, etc. Une nouvelle association est née en août 2009, créée par les résidents de l'abbaye. Diverses manifestations sont déjà en cours, telles que chorales, concerts, journée occitane, journée du Patrimoine de Pays et des Moulins, tout cela se déroulant dans le cadre de l'abbaye. Ce village est un lieu calme et paisible, les façades rénovées des vieilles bâtisses au cœur du village lui confèrent un air coquet. Plusieurs chemins de randonnées au départ du village mènent à la forêt, sur les bords du Viaur, et jusqu'à l'abbaye.

## Économie

### Revenus
En 2018  (données Insee publiées en septembre 2021), la commune compte 240 ménages fiscaux, regroupant 622 personnes. La médiane du revenu disponible par unité de consommation est de 20 920 € (20 640 € dans le département).

### Emploi
| Division       | 2008  | 2013  | 2018  |
| -------------- | ----- | ----- | ----- |
| Commune        | 2,9 % | 5,4 % | 4 %   |
| Département    | 5,4 % | 7,1 % | 7,1 % |
| France entière | 8,3 % | 10 %  | 10 %  |

En 2018, la population âgée de 15 à 64 ans s'élève à 374 personnes, parmi lesquelles on compte 81,9 % d'actifs (77,9 % ayant un emploi et 4 % de chômeurs) et 18,1 % d'inactifs,. Depuis 2008, le taux de chômage communal (au sens du recensement) des 15-64 ans est inférieur à celui de la France et du département.
La commune fait partie de la couronne de l'aire d'attraction de Rodez, du fait qu'au moins 15 % des actifs travaillent dans le pôle,. Elle compte 84 emplois en 2018, contre 81 en 2013 et 77 en 2008. Le nombre d'actifs ayant un emploi résidant dans la commune est de 293, soit un indicateur de concentration d'emploi de 28,6 % et un taux d'activité parmi les 15 ans ou plus de 63,5 %.
Sur ces 293 actifs de 15 ans ou plus ayant un emploi, 66 travaillent dans la commune, soit 22 % des habitants. Pour se rendre au travail, 87,4 % des habitants utilisent un véhicule personnel ou de fonction à quatre roues, 6,4 % s'y rendent en deux-roues, à vélo ou à pied et 6,1 % n'ont pas besoin de transport (travail au domicile).

### Activités hors agriculture

#### Secteurs d'activités
34 établissements sont implantés  à Comps-la-Grand-Ville au 31 décembre 2019. Le tableau ci-dessous en détaille le nombre par secteur d'activité et compare les ratios avec ceux du département,.
| Secteur d'activité                                                                                        | Commune | Commune | Département |
| Secteur d'activité                                                                                        | Nombre  | %       | %           |
| --- | ------- | ------- | ----------- |
| Ensemble                                                                                                  | 34      |         |             |
| Industrie manufacturière, industries extractives et autres                                                | 12      | 35,3 %  | (17,7 %)    |
| Construction                                                                                              | 6       | 17,6 %  | (13 %)      |
| Commerce de gros et de détail, transports, hébergement et restauration                                    | 2       | 5,9 %   | (27,5 %)    |
| Information et communication                                                                              | 2       | 5,9 %   | (1,5 %)     |
| Activités financières et d'assurance                                                                      | 2       | 5,9 %   | (3,4 %)     |
| Activités immobilières                                                                                    | 5       | 14,7 %  | (4,2 %)     |
| Activités spécialisées, scientifiques et techniques et activités de services administratifs et de soutien | 5       | 14,7 %  | (12,4 %)    |

Le secteur de l'industrie manufacturière, des industries extractives et autres est prépondérant sur la commune puisqu'il représente 35,3 % du nombre total d'établissements de la commune (12 sur les 34 entreprises implantées  à Comps-la-Grand-Ville), contre 17,7 % au niveau départemental.

#### Entreprises
L' entreprise ayant son siège social sur le territoire communal qui génère le plus de chiffre d'affaires en 2020 est : 
- Instaclic, activités des agences de publicité (167 k€)

### Agriculture
La commune est dans le Segala, une petite région agricole occupant l'ouest du département de l'Aveyron. En 2020, l'orientation technico-économique de l'agriculture  sur la commune est l'élevage d'ovins ou de caprins.
|               | 1988  | 2000  | 2010  | 2020  |
| ------------- | ----- | ----- | ----- | ----- |
| Exploitations | 61    | 40    | 36    | 27    |
| SAU (ha)      | 1 666 | 1 588 | 1 594 | 1 484 |

Le nombre d'exploitations agricoles en activité et ayant leur siège dans la commune est passé de 61 lors du recensement agricole de 1988  à 40 en 2000 puis à 36 en 2010 et enfin à 27 en 2020, soit une baisse de 56 % en 32 ans. Le même mouvement est observé à l'échelle du département qui a perdu pendant cette période 51 % de ses exploitations,. La surface agricole utilisée sur la commune a également diminué, passant de 1 666 ha en 1988 à 1 484 ha en 2020. Parallèlement la surface agricole utilisée moyenne par exploitation a augmenté, passant de 27 à 55 ha.

## Culture locale et patrimoine

### Église Notre-Dame
L’église Notre-Dame de Comps-la-Grand-Ville fut construite vers la fin de l’époque romane, depuis elle a subi de nombreuses modifications : suppression de fenêtres romanes trop petites remplacées par des fenêtres gothiques. Cette église abrite des trésors classés monuments historiques, depuis 1938. Pendant la révolution, l’abbaye fut abandonnée par les moines en proie à de nombreux pillages. M. Mignonac maire décida en 1792 de sauver le retable et le tabernacle en les installant dans notre église. Le tabernacle date de 1729.

### Abbaye de Bonnecombe
L’Abbaye Cistercienne de Bonnecombe est fondée en 1167 au XIIe siècle par Raymond V, comte de Toulouse, et Hugues, évêque de Rodez. De nombreux abbés s’y succèdent jusqu’à la Révolution, dont l’abbé de Bonne Combe au XVe siècle. En 1732, Jean Garanou fait construire une nouvelle église pour laquelle est sculpté un retable transporté depuis en l’église de Comps. Après la Révolution, l’Abbaye est successivement occupée par les Capucins, les Cordeliers et les chartreux de Rodez. Ces derniers sont expulsés et l’Abbaye et ses domaines sont vendus.
L'évêque de Rodez rachète les bâtiments en 1876 et y installe les moines cisterciens d'Aiguebelle. Ces derniers entreprennent la restauration du site et de l'église, qui est consacrée en 1891. Tour à tour, les moines trappistes prennent possession des lieux avant de céder la place à des moines orthodoxes en 1965 qui eux-mêmes partent 3 ans plus tard. De 1968 à 1980, un centre de réinsertion sociale bénéficie de ces locaux. En 1978 arrivent dix (10) membres de la communauté de l'Arche, trois ans plus tard, ils sont 90. Aujourd'hui, les membres de la communauté des Béatitudes y vivent et travaillent à l'embellissement de ses abords.
- Abbatiale Notre-Dame de Bonnecombe.

L'abbaye de Bonnecombe
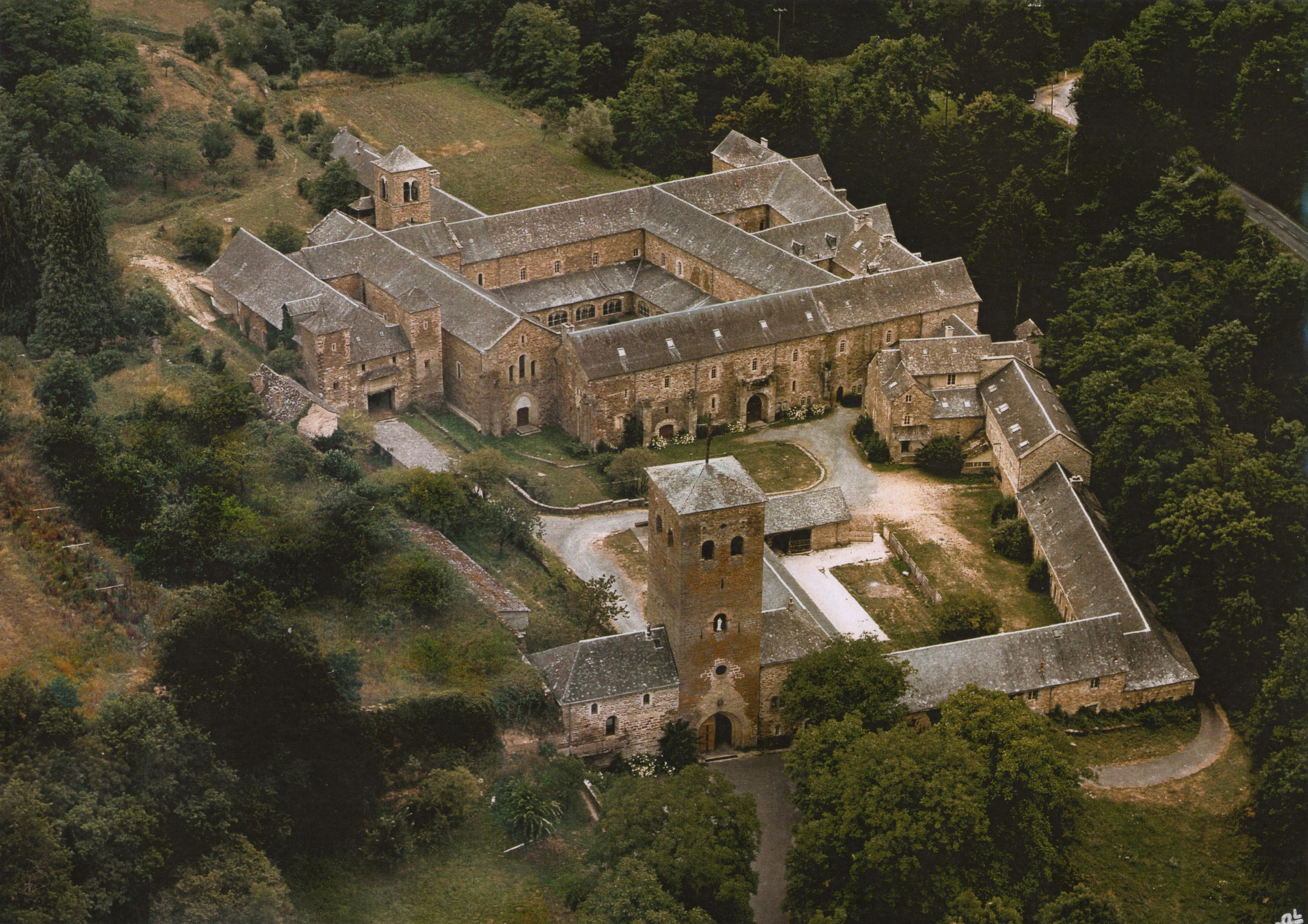
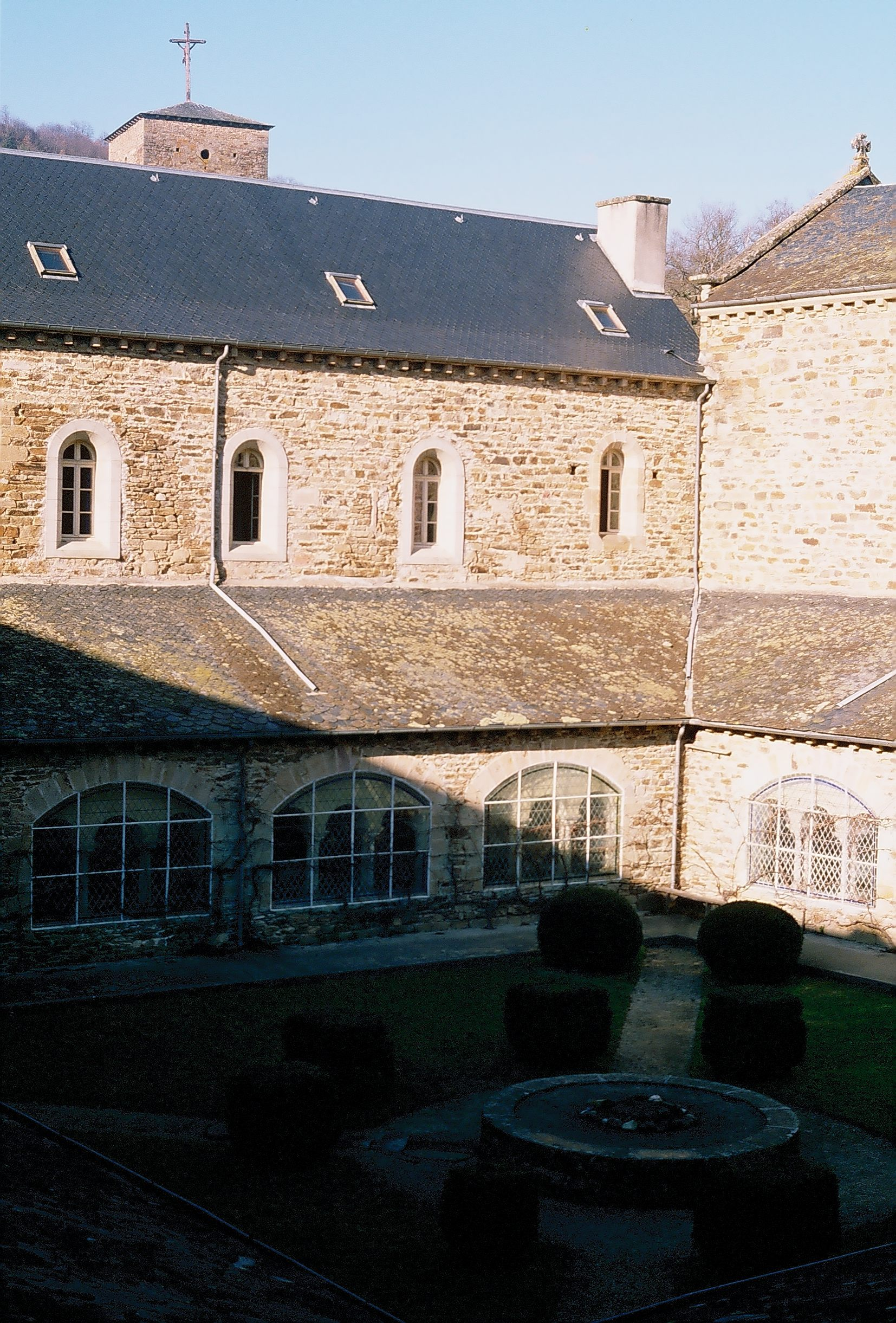
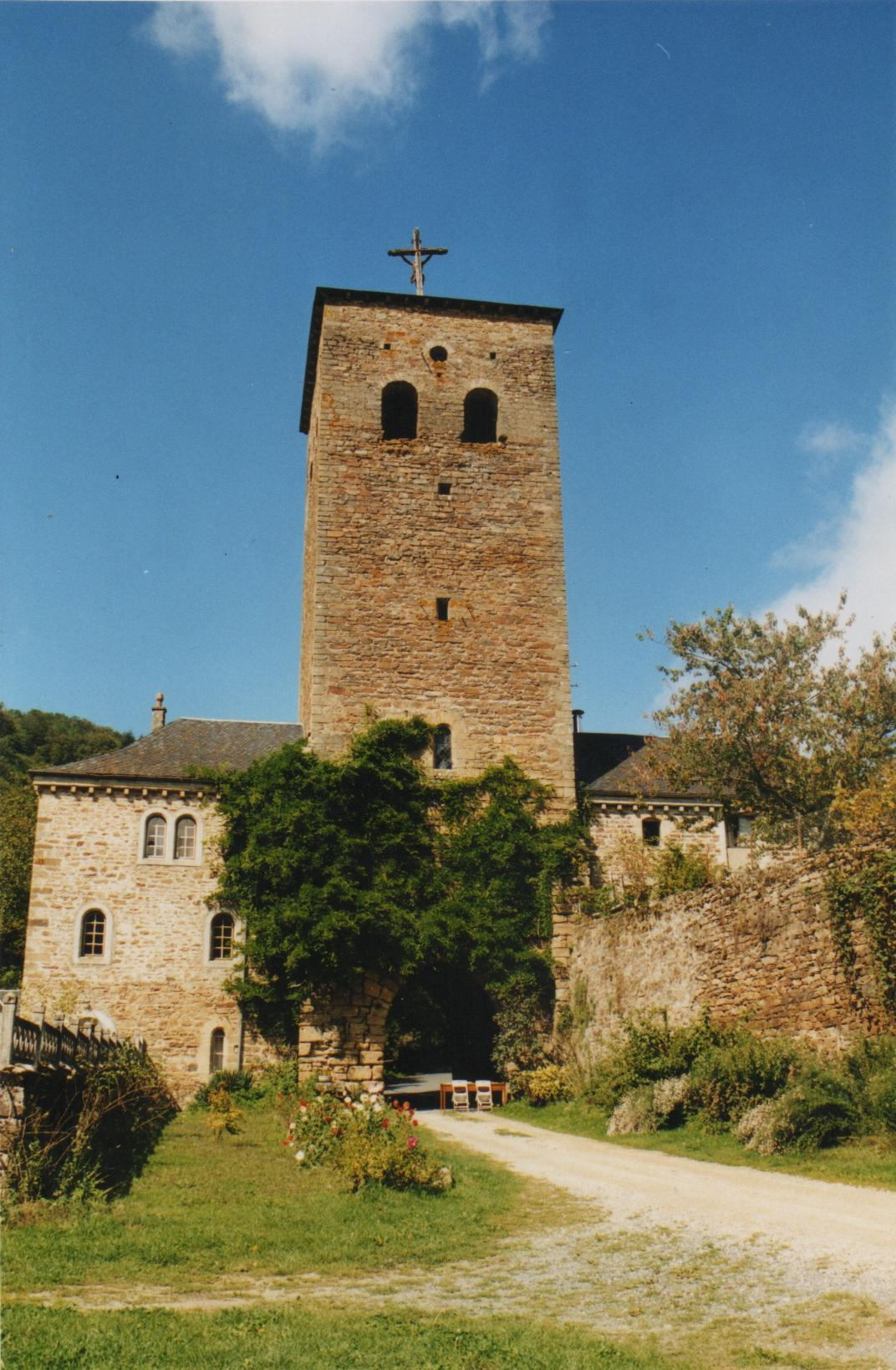
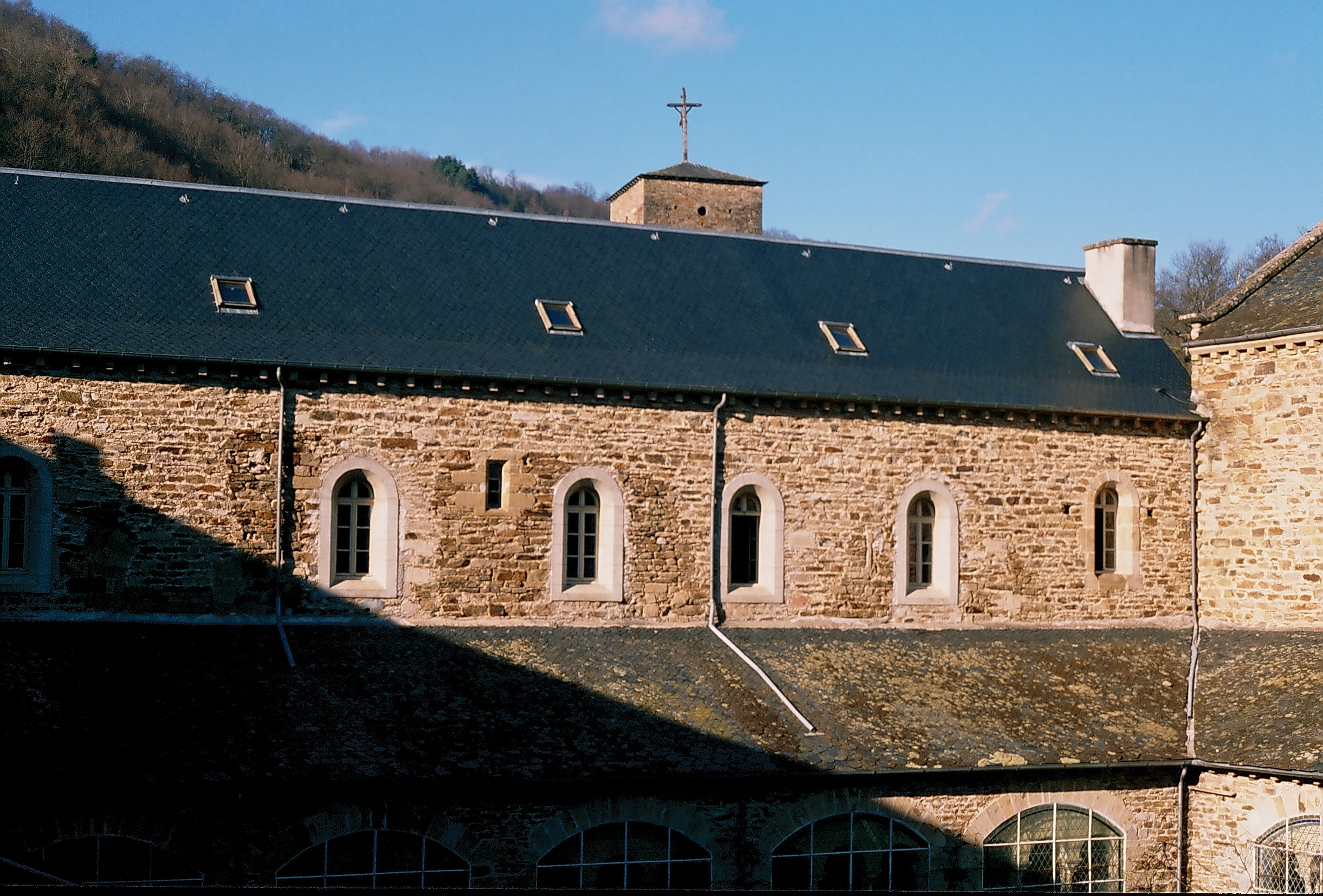

### Le château de Vareilles
Il fut construit au XIIe siècle et eut un rôle protecteur durant la guerre des camisards. Le château était la résidence d’été de l’évêque de Rodez. Au XVIIe siècle, il abrita l’abbé Antoine de Guiscard fils de Georges de Guiscard, sous gouverneur du roi Louis XIV. Au XVIIIe siècle, le château devient une prison pour les non protestants. Le docteur Robert racheta ensuite le château. Il fit faillite quelques années plus tard et la famille Guibert le racheta et en est toujours propriétaire.

### Église Saint-Sauveur-de-Grand-Fuel
L’église de Saint-Sauveur de Grandfuel date du XVe siècle et de style baroque, elle possède en son sein un retable  et une chaire à prêcher en bois sculpté datant du XVIIIe siècle. C’est Joseph Pons, prieur de 1737 à 1779 qui les a commandés en l’honneur de la Sainte Épine et donnés à l’église de Saint Sauveur.

### Pont du diable
D'après la légende du pont de Bonnecombe, c’est Jean-Baptiste Gourpet, entrepreneur à la Mouline qui s’engage à construire le pont en moins de 6 mois. L’ouvrage fut terminé en trois mois, une prouesse technique pour l’époque. Tous les habitants de Comps se réunirent pour l’inauguration et lorsque Monsieur Gourpet fit son premier pas sur le pont, il s’écroula. Les ouvriers se remirent au travail et trois mois plus tard, le pont fut reconstruit, mais il s’effondra à nouveau. Le diable apparu et fit une proposition à Gourpet, il lui proposa de construire le pont en une nuit en l’échange d’une âme. En quelques heures, le pont fut construit. Gourpet accompagné de l’abbé et du prieur, l’un tenant de l’eau bénite et l’autre un gros chien, arrivèrent près du pont. L’entrepreneur sorti un chat de sa veste et le posa à l’entrée du pont. Apeuré par le chien, le chat traversa le pont. Depuis le pont porte le nom de Pont du diable.

### Pont de Grand-Fuel
Pont de 55 m environ construit en schiste et en grès dont l'existence est évoquée dès 1302-1305. Grâce à l'intervention du juge des montagnes et des 4 châtellenies, les habitants de Rodez et de Cassagnes Bégonhès furent exemptés du péage qu'imposait le seigneur de Salmiech : Arnal de Landorre. Bien que plusieurs fois partiellement reconstruit en 1382-1383, au cours du XVIIIe siècle et en 1789, la plus grande partie de ce pont peut être attribuée au XIVe siècle. D'un point de vue technique, ce pont en léger dos d'âne est constitué de 2 arches latérales en plein cintre et d'une arche médiane en segment de cercle. À noter, la pile de droite dotée d'un avant - bec légèrement arrondi et d'un talon rectangulaire à peine marqué ainsi que les piles avec avant - becs triangulaires et chaperons mi - pyramidaux (XVIIe siècle).

### Personnalités liées à la commune
- Pierre Soulages (1919-2022), sa mère, Aglaé Corp, est née au lieu-dit Le Lebous le 22 avril 1883. Elle a épousé Amans Soulages à la mairie de Comps-la-Grand-Ville le 15 juillet 1903.